# Candezoides
Candezoides là một chi bọ cánh cứng trong họ Chrysomelidae.
Chi này được Duvivier miêu tả khoa học năm 1891.

## Các loài
Chi này gồm các loài:
- Candezoides quatuordecimnotata (Fairmaire, 1889)